# ميان تشنار مذكور (تشنار)
ميان تشنار مذكور (بالفارسية: میان چنارمذکور) هي قرية تقع في إيران في قسم تشنار الريفي. يقدر عدد سكانها بـ 22 نسمة بحسب إحصاء 2016.